# Wahlkreis Frankfurt am Main V
Der Wahlkreis Frankfurt am Main V (Wahlkreis 38) ist einer von sechs Landtagswahlkreisen im Stadtgebiet der kreisfreien Stadt Frankfurt am Main in Hessen. Er umfasst die Ortsteile Bornheim, Nordend und Ostend.
Wahlberechtigt waren bei der letzten Landtagswahl 71.055 der rund 107.000 Einwohner des Wahlkreises. Der Wahlkreis gilt als Grünen-Hochburg.
Der Wahlkreis wurde durch ein Gesetz gegenüber der Landtagswahl 2013 angepasst.

## Wahl 2023
| Landtagswahl in Hessen 2023 – WK Frankfurt am Main VZweitstimmen %403020100 31,6 %24,2 %15,3 %7,8 %6,7 %6,4 %2,8 %1,4 %1,1 %2,5 % GrüneCDUSPDLinkeAfDFDPVoltFWPARTEISonst.Gewinne und Verlusteim Vergleich zu 2018 %p 6 4 2 0 −2 −4 −6−1,0 %p+5,3 %p−2,6 %p−5,6 %p+1,0 %p−0,9 %p+2,8 %p+0,2 %p+0,2 %p+0,4 %pGrüneCDUSPDLinkeAfDFDPVoltFWPARTEISonst. |

| Gegenstand der Nachweisung | Gegenstand der Nachweisung | Erst- stimmen | Erst- stimmen | Zweit- stimmen | Zweit- stimmen |
| Bewerber                   | Partei                     | Anzahl        | %             | Anzahl         | %              |
| -------------------------- | -------------------------- | ------------- | ------------- | -------------- | -------------- |
| Wahlberechtigte            | Wahlberechtigte            | 72.675        | 72.675        | 72.675         | 72.675         |
| Wähler                     | Wähler                     | 49.678        | 49.678        | 49.678         | 68,4           |
| Ungültige Stimmen          | Ungültige Stimmen          | 475           | 1,0           | 342            | 0,7            |
| Gültige Stimmen            | Gültige Stimmen            | 49.203        | 99,0          | 49.336         | 99,3           |
| davon                      |                            |               |               |                |                |
| Kaweh Nemati               | CDU                        | 12.347        | 25,1          | 11.924         | 24,2           |
| Marcus Bocklet             | GRÜNE                      | 16.853        | 34,3          | 15.598         | 31,6           |
| Stella Schulz-Nurtsch      | SPD                        | 7.932         | 16,1          | 7.524          | 15,3           |
| Andreas Lobenstein         | AfD                        | 3.209         | 6,5           | 3.293          | 6,7            |
| Yves Roth                  | FDP                        | 2.201         | 4,5           | 3.176          | 6,4            |
| Michael Müller             | Die Linke                  | 3.491         | 7,1           | 3.834          | 7,8            |
| Eric Pärisch               | Freie Wähler               | 913           | 1,9           | 681            | 1,4            |
|                            | Tierschutzpartei           |               |               | 409            | 0,8            |
| Eli Trummheller            | Die PARTEI                 | 953           | 1,9           | 567            | 1,1            |
|                            | Piraten                    |               |               | 120            | 0,2            |
|                            | ÖDP                        | 74            | 0,1           |                |                |
|                            | P. f. schulm. Verjf.       | 16            | 0,0           |                |                |
|                            | V-Partei³                  | 153           | 0,3           |                |                |
|                            | PdH                        | 82            | 0,2           |                |                |
|                            | ABG                        | 37            | 0,1           |                |                |
|                            | APPD                       | 31            | 0,1           |                |                |
|                            | Basis                      | 188           | 0,4           |                |                |
| Iris Schaffrina            | DKP                        | 90            | 0,2           | 67             | 0,1            |
|                            | DIE NEUE MITTE             |               |               | 10             | 0,0            |
| Kasimir Nimmerfroh         | Volt                       | 1.115         | 2,3           | 1.371          | 2,8            |
|                            | Klimaliste                 |               |               | 181            | 0,4            |
| Vincent Welsch             | MERA25                     | 99            | 0,2           |                |                |

## Wahl 2018
| Gegenstand der Nachweisung | Gegenstand der Nachweisung | Wahlkreis- stimmen | Wahlkreis- stimmen | Landes- stimmen | Landes- stimmen |
| Kreiswahlbewerber          | Partei                     | Anzahl             | %                  | Anzahl          | %               |
| -------------------------- | -------------------------- | ------------------ | ------------------ | --------------- | --------------- |
| Wahlberechtigte            | Wahlberechtigte            | 71.055             | 100,0              | 71.055          | 100,0           |
| Wähler                     | Wähler                     | 51.389             | 72,3               | 51.389          | 72,3            |
| Ungültige Stimmen          | Ungültige Stimmen          | 719                | 1,4                | 561             | 1,1             |
| Gültige Stimmen            | Gültige Stimmen            | 50.670             | 100,0              | 50.828          | 100,0           |
| davon                      |                            |                    |                    |                 |                 |
| Bodo Pfaff-Greifenhagen    | CDU                        | 9.885              | 19,5               | 9.582           | 18,9            |
| Arijana Neumann            | SPD                        | 10.256             | 20,2               | 9.092           | 17,9            |
| Marcus Bocklet             | GRÜNE                      | 17.902             | 35,5               | 16.592          | 32,6            |
| Ulrich Wilken              | LINKE                      | 5.673              | 11,2               | 6.787           | 13,4            |
| Maria-Christina Nimmerfroh | FDP                        | 3.131              | 6,2                | 3.733           | 7,3             |
| Andreas Lobenstein         | AfD                        | 2.775              | 5,5                | 2.896           | 5,7             |
| Sebastian Alscher          | PIRATEN                    | 362                | 0,7                | 191             | 0,4             |
| –                          | FREIE WÄHLER               | –                  | –                  | 600             | 1,2             |
| –                          | NPD                        | –                  | –                  | 18              | 0,0             |
| Alix Schwarz               | Die Partei                 | 719                | 1,4                | 455             | 0,9             |
| –                          | ödp                        | –                  | –                  | 91              | 0,2             |
| –                          | Die Grauen                 | –                  | –                  | 59              | 0,1             |
| –                          | BüSo                       | –                  | –                  | 12              | 0,0             |
| –                          | AD-Demokraten              | –                  | –                  | 18              | 0,0             |
| –                          | Bündnis C                  | –                  | –                  | 22              | 0,0             |
| –                          | BGE                        | –                  | –                  | 83              | 0,2             |
| –                          | Die Violetten              | –                  | –                  | 34              | 0,1             |
| –                          | LKR                        | –                  | –                  | 21              | 0,0             |
| –                          | Menschliche Welt           | –                  | –                  | 32              | 0,1             |
| –                          | Die Humanisten             | –                  | –                  | 76              | 0,1             |
| –                          | Gesundheitsforschung       | –                  | –                  | 27              | 0,1             |
| –                          | Tierschutzpartei           | –                  | –                  | 329             | 0,6             |
| –                          | V-Partei³                  | –                  | –                  | 78              | 0,2             |

Neben dem erstmals direkt gewählten Wahlkreisabgeordneten Marcus Bocklet (Grüne), der das Wahlkreismandat der CDU abnehmen konnte, wurde der LINKE-Kandidat Ulrich Wilken über die Landesliste seiner Partei gewählt.

## Wahl 2013
| Gegenstand der Nachweisung | Gegenstand der Nachweisung | Wahlkreis- stimmen | Wahlkreis- stimmen | Landes- stimmen | Landes- stimmen |
| Kreiswahlbewerber/in       | Partei                     | Anzahl             | %                  | Anzahl          | %               |
| -------------------------- | -------------------------- | ------------------ | ------------------ | --------------- | --------------- |
| Wahlberechtigte            | Wahlberechtigte            | 70.183             | 100,0              | 70.183          | 100,0           |
| Wähler                     | Wähler                     | 53.624             | 76,4               | 53.624          | 76,4            |
| Ungültige Stimmen          | Ungültige Stimmen          | 1.222              | 2,3                | 791             | 1,5             |
| Gültige Stimmen            | Gültige Stimmen            | 52.402             | 100,0              | 52.833          | 100,0           |
| davon                      |                            |                    |                    |                 |                 |
| Bettina Wiesmann           | CDU                        | 17.138             | 32,7               | 14.634          | 27,7            |
| Jürgen Gasper              | SPD                        | 15.651             | 29,9               | 14.462          | 27,4            |
| Stefan Schanz              | FDP                        | 1.350              | 2,6                | 3.186           | 6,0             |
| Marcus Bocklet             | GRÜNE                      | 12.590             | 24,0               | 12.395          | 23,5            |
| Ulrich Wilken              | LINKE                      | 4.228              | 8,1                | 4.477           | 8,5             |
| –                          | FREIE WÄHLER               | x                  | x                  | 263             | 0,5             |
| –                          | NPD                        | x                  | x                  | 161             | 0,3             |
| –                          | REP                        | x                  | x                  | 46              | 0,1             |
| Herbert Rusche             | PIRATEN                    | 1.445              | 2,8                | 1.166           | 2,2             |
| –                          | BüSo                       | x                  | x                  | 18              | 0,0             |
| –                          | ADd                        | x                  | x                  | 47              | 0,1             |
| –                          | Die Grauen                 | x                  | x                  | 85              | 0,2             |
| –                          | AfD                        | x                  | x                  | 1.308           | 2,5             |
| –                          | AVIP                       | x                  | x                  | 30              | 0,1             |
| –                          | LUPe                       | x                  | x                  | 29              | 0,1             |
| –                          | ÖDP                        | x                  | x                  | 84              | 0,2             |
| –                          | Die PARTEI                 | x                  | x                  | 423             | 0,8             |
| –                          | PSG                        | x                  | x                  | 19              | 0,0             |

Neben Bettina Wiesmann als Gewinner des Direktmandats sind aus dem Wahlkreis noch Marcus Bocklet und Ulrich Wilken über die Landesliste in den Landtag eingezogen. Mit 2,3 % gehört der Wahlkreis zu denen mit dem geringsten Anteil ungültiger Stimmen.

## Wahl 2009
Wahlkreisergebnis der Landtagswahl in Hessen 2009:
| Gegenstand der Nachweisung | Gegenstand der Nachweisung | Wahlkreis- stimmen | Wahlkreis- stimmen | Landes- stimmen | Landes- stimmen |
| Bewerber                   | Partei                     | Anzahl             | %                  | Anzahl          | %               |
| -------------------------- | -------------------------- | ------------------ | ------------------ | --------------- | --------------- |
| Wahlberechtigte            | Wahlberechtigte            | 67.400             | 100,0              | 67.400          | 100,0           |
| Wähler                     | Wähler                     | 42.881             | 63,6               | 42.881          | 63,6            |
| Ungültige Stimmen          | Ungültige Stimmen          | 864                | 2,0                | 694             | 1,6             |
| Gültige Stimmen            | Gültige Stimmen            | 42.017             | 100,0              | 42.187          | 100,0           |
| davon                      |                            |                    |                    |                 |                 |
| Bettina Wiesmann           | CDU                        | 12.915             | 30,7               | 10.849          | 25,7            |
| Michael Paris              | SPD                        | 12.783             | 30,4               | 8.091           | 19,2            |
| Stefan von Wangenheim      | FDP                        | 3.814              | 09,1               | 6.718           | 15,9            |
| Marcus Bocklet             | GRÜNE                      | 9.411              | 22,4               | 11.848          | 28,1            |
| Ulrich Wilken              | LINKE                      | 2.697              | 06,4               | 3.714           | 08,8            |
| Louise Stracka             | REP                        | 253                | 00,6               | 154             | 00,4            |
| –                          | FW                         | –                  | –                  | 322             | 00,8            |
| –                          | NPD                        | –                  | –                  | 136             | 00,3            |
| –                          | PIRATEN                    | –                  | –                  | 283             | 00,7            |
| Klaus Fimmen               | BüSo                       | 144                | 00,3               | 72              | 00,2            |

Neben Bettina Wiesmann als Gewinnerin des Direktmandats sind aus dem Wahlkreis noch Marcus Bocklet und Ulrich Wilken über die Landeslisten in den Landtag eingezogen.

## Wahl 2008
| Gegenstand der Nachweisung | Gegenstand der Nachweisung | Wahlkreis- stimmen | Wahlkreis- stimmen | Landes- stimmen | Landes- stimmen |
| Bewerber                   | Partei                     | Anzahl             | %                  | Anzahl          | %               |
| -------------------------- | -------------------------- | ------------------ | ------------------ | --------------- | --------------- |
| Wahlberechtigte            | Wahlberechtigte            | 66.447             | 100,0              | 66.447          | 100,0           |
| Wähler                     | Wähler                     | 44.475             | 66,9               | 44.475          | 66,9            |
| Ungültige Stimmen          | Ungültige Stimmen          | 692                | 1,6                | 546             | 1,2             |
| Gültige Stimmen            | Gültige Stimmen            | 43.783             | 100,0              | 43.929          | 100,0           |
| davon                      |                            |                    |                    |                 |                 |
| Klaus Vowinckel            | CDU                        | 12.371             | 28,3               | 11.208          | 25,5            |
| Michael Paris              | SPD                        | 15.900             | 36,3               | 15.612          | 35,5            |
| Marcus Bocklet             | GRÜNE                      | 9.019              | 20,6               | 7.462           | 17,0            |
| Stefan von Wangenheim      | FDP                        | 2.851              | 06,5               | 4.830           | 11,0            |
| Heinrich Jencek            | REP                        | 246                | 00,6               | 200             | 00,5            |
| Julia Reichel              | Tierschutzpartei           | 484                | 01,1               | 282             | 00,5            |
| –                          | BüSo                       | –                  | –                  | 4               | 0,0             |
| –                          | PSG                        | –                  | –                  | 20              | 0,0             |
| –                          | Volksabstimmung            | –                  | –                  | 47              | 00,1            |
| –                          | GRAUE                      | –                  | –                  | 89              | 00,2            |
| Ulrich Wilken              | LINKE                      | 2.515              | 05,7               | 3.627           | 08,3            |
| –                          | Die Violetten              | –                  | –                  | 52              | 00,1            |
| –                          | FAMILIE                    | –                  | –                  | 49              | 00,1            |
| Cornelia Bensinger         | FW                         | 235                | 00,5               | 143             | 00,3            |
| Mike Ertl                  | NPD                        | 162                | 00,4               | 165             | 00,4            |
| –                          | PIRATEN                    | –                  | –                  | 189             | 00,4            |
| –                          | UB                         | –                  | –                  | 10              | 00,0            |

## Wahl 2003
| Gegenstand der Nachweisung | Gegenstand der Nachweisung | Wahlkreis- stimmen | Wahlkreis- stimmen | Landes- stimmen | Landes- stimmen |
| Bewerber                   | Partei                     | Anzahl             | %                  | Anzahl          | %               |
| -------------------------- | -------------------------- | ------------------ | ------------------ | --------------- | --------------- |
| Wahlberechtigte            | Wahlberechtigte            | 64.378             | 100,0              | 64.378          | 100,0           |
| Wähler                     | Wähler                     | 40.518             | 62,9               | 40.518          | 62,9            |
| Ungültige Stimmen          | Ungültige Stimmen          | 879                | 2,2                | 582             | 1,4             |
| Gültige Stimmen            | Gültige Stimmen            | 39.639             | 100,0              | 39.936          | 100,0           |
| davon                      |                            |                    |                    |                 |                 |
| Udo Corts                  | CDU                        | 14.726             | 37,2               | 13.472          | 33,7            |
| Michael Paris              | SPD                        | 14.641             | 36,9               | 10.728          | 26,9            |
| ?                          | GRÜNE                      | 7.890              | 19,9               | 10.714          | 26,8            |
| ?                          | FDP                        | 1.859              | 4,7                | 3.466           | 8,7             |
| –                          | REP                        | –                  | –                  | 268             | 0,7             |
| –                          | Tierschutzpartei           | –                  | –                  | 299             | 0,7             |
| ?                          | DIE FRAUEN                 | 523                | 1,3                | 141             | 0,4             |
| –                          | PBC                        | –                  | –                  | 47              | 0,1             |
| –                          | DKP                        | –                  | –                  | 158             | 0,4             |
| –                          | ödp                        | –                  | –                  | 38              | 0,1             |
| –                          | BüSo                       | –                  | –                  | 26              | 0,1             |
| –                          | FAG Hessen                 | –                  | –                  | 432             | 1,1             |
| –                          | PSG                        | –                  | –                  | 36              | 0,1             |
| –                          | Schill                     | –                  | –                  | 111             | 0,3             |

## Wahl 1999
| Gegenstand der Nachweisung | Gegenstand der Nachweisung | Wahlkreis- stimmen | Wahlkreis- stimmen | Landes- stimmen | Landes- stimmen |
| Bewerber                   | Partei                     | Anzahl             | %                  | Anzahl          | %               |
| -------------------------- | -------------------------- | ------------------ | ------------------ | --------------- | --------------- |
| Wahlberechtigte            | Wahlberechtigte            | 64.311             | 100,0              | 64.311          | 100,0           |
| Wähler                     | Wähler                     | 40.528             | 63,0               | 40.528          | 63,0            |
| Ungültige Stimmen          | Ungültige Stimmen          | 565                | 1,4                | 498             | 1,2             |
| Gültige Stimmen            | Gültige Stimmen            | 39.963             | 100,0              | 40.030          | 100,0           |
| davon                      |                            |                    |                    |                 |                 |
| Rudolf Friedrich           | CDU                        | 14.259             | 35,7               | 13.719          | 34,3            |
| Michael Paris              | SPD                        | 15.477             | 38,7               | 13.125          | 32,8            |
| ?                          | GRÜNE                      | 7.325              | 18,3               | 9.152           | 22,9            |
| ?                          | F.D.P.                     | 1.649              | 4,1                | 2.449           | 6,1             |
| ?                          | REP                        | 759                | 1,9                | 668             | 1,7             |
| –                          | Die Tierschutzpartei       | –                  | –                  | 212             | 0,5             |
| ?                          | DIE FRAUEN                 | 376                | 0,9                | 206             | 0,5             |
| –                          | PASS                       | –                  | –                  | 46              | 0,1             |
| –                          | DKP                        | –                  | –                  | 119             | 0,3             |
| –                          | BüSo                       | –                  | –                  | 14              | 0,0             |
| –                          | FWG                        | –                  | –                  | 37              | 0,1             |
| –                          | PBC                        | –                  | –                  | 33              | 0,1             |
| –                          | DHP                        | –                  | –                  | 8               | 0,0             |
| –                          | NATURGESETZ                | –                  | –                  | 49              | 0,1             |
| –                          | ödp                        | –                  | –                  | 37              | 0,1             |
| –                          | NPD                        | –                  | –                  | 57              | 0,1             |
| ?                          | BFB-Die Offensive          | 76                 | 0,2                | 99              | 0,2             |
| ?                          | Hessen Vor!                | 42                 | 0,1                | –               | –               |

## Wahl 1995
| Gegenstand der Nachweisung | Gegenstand der Nachweisung | Wahlkreis- stimmen | Wahlkreis- stimmen | Landes- stimmen | Landes- stimmen |
| Bewerber                   | Partei                     | Anzahl             | %                  | Anzahl          | %               |
| -------------------------- | -------------------------- | ------------------ | ------------------ | --------------- | --------------- |
| Wahlberechtigte            | Wahlberechtigte            | 65.984             | 100,0              | 65.984          | 100,0           |
| Wähler                     | Wähler                     | 42.201             | 64,0               | 42.201          | 64,0            |
| Ungültige Stimmen          | Ungültige Stimmen          | 781                | 1,9                | 751             | 1,8             |
| Gültige Stimmen            | Gültige Stimmen            | 41.420             | 100,0              | 41.450          | 100,0           |
| davon                      |                            |                    |                    |                 |                 |
| ?                          | SPD                        | 13.989             | 33,8               | 11.713          | 28,3            |
| Rudolf Friedrich           | CDU                        | 14.809             | 35,8               | 13.848          | 33,4            |
| ?                          | GRÜNE                      | 9.150              | 22,1               | 10.949          | 26,4            |
| ?                          | F.D.P.                     | 1.708              | 4,1                | 2.927           | 7,1             |
| –                          | ÖDP                        | –                  | –                  | 73              | 0,2             |
| ?                          | GRAUE                      | 443                | 1,1                | 330             | 0,8             |
| ?                          | REP                        | 837                | 2,0                | 827             | 2,0             |
| –                          | Solidarität                | –                  | –                  | 3               | 0,0             |
| –                          | APD                        | –                  | –                  | 74              | 0,2             |
| –                          | DKP                        | –                  | –                  | 91              | 0,2             |
| ?                          | NPD                        | 139                | 0,3                | 126             | 0,3             |
| –                          | DHP                        | –                  | –                  | 5               | 0,0             |
| –                          | f.NEP                      | –                  | –                  | 45              | 0,1             |
| ?                          | NATURGESETZ                | 158                | 0,4                | 103             | 0,2             |
| –                          | BFB                        | –                  | –                  | 170             | 0,4             |
| –                          | PBC                        | –                  | –                  | 53              | 0,1             |
| ?                          | STATT Partei               | 187                | 0,5                | 113             | 0,3             |

## Wahl 1991
| Gegenstand der Nachweisung | Gegenstand der Nachweisung | Wahlkreis- stimmen | Wahlkreis- stimmen | Landes- stimmen | Landes- stimmen |
| Bewerber                   | Partei                     | Anzahl             | %                  | Anzahl          | %               |
| -------------------------- | -------------------------- | ------------------ | ------------------ | --------------- | --------------- |
| Wahlberechtigte            | Wahlberechtigte            | 70.471             | 100,0              | 70.471          | 100,0           |
| Wähler                     | Wähler                     | 46.240             | 65,6               | 46.240          | 65,6            |
| Ungültige Stimmen          | Ungültige Stimmen          | 786                | 1,7                | 570             | 1,2             |
| Gültige Stimmen            | Gültige Stimmen            | 45.454             | 100,0              | 45.670          | 100,0           |
| davon                      |                            |                    |                    |                 |                 |
| Rudolf Friedrich           | CDU                        | 17.218             | 37,9               | 16.784          | 36,8            |
| ?                          | SPD                        | 15.471             | 34,0               | 14.633          | 32,0            |
| ?                          | GRÜNE                      | 9.616              | 21,2               | 10.022          | 21,9            |
| ?                          | F.D.P.                     | 2.429              | 6,3                | 2.813           | 6,2             |
| –                          | REP                        | –                  | –                  | 790             | 1,7             |
| ?                          | DIE GRAUEN                 | 720                | 1,6                | 418             | 0,9             |
| –                          | ÖDP                        | –                  | –                  | 122             | 0,3             |
| –                          | PBC                        | –                  | –                  | 88              | 0,2             |

## Wahl 1987
|                   | Partei            | Anzahl | %     |
| ----------------- | ----------------- | ------ | ----- |
| Wahlberechtigte   | Wahlberechtigte   | 71.501 | 100,0 |
| Wähler            | Wähler            | 53.206 | 74,4  |
| Ungültige Stimmen | Ungültige Stimmen | 462    | 0,9   |
| Gültige Stimmen   | Gültige Stimmen   | 52.744 | 100,0 |
| davon             |                   |        |       |
| Erich Nitzling    | SPD               | 16.512 | 31,3  |
| Rudolf Friedrich  | CDU               | 20.502 | 38,9  |
| ?                 | F.D.P.            | 3.067  | 5,8   |
| ?                 | GRÜNE             | 11.788 | 22,3  |
| ?                 | DKP               | 170    | 0,3   |
| ?                 | Frauenpartei      | 177    | 0,3   |
| ?                 | ÖDP               | 85     | 0,2   |
| ?                 | UngüLtiG          | 99     | 0,2   |

## Wahl 1983
|                      | Partei            | Anzahl | %     |
| -------------------- | ----------------- | ------ | ----- |
| Wahlberechtigte      | Wahlberechtigte   | 71.956 | 100,0 |
| Wähler               | Wähler            | 55.233 | 76,8  |
| Ungültige Stimmen    | Ungültige Stimmen | 414    | 0,7   |
| Gültige Stimmen      | Gültige Stimmen   | 54.819 | 100,0 |
| davon                |                   |        |       |
| Rudolf Friedrich     | CDU               | 20.524 | 37,4  |
| Erich Nitzling       | SPD               | 21.986 | 40,1  |
| Jürgen Engel         | GRÜNE             | 7.809  | 14,2  |
| Karl-Heinz Deusner   | F.D.P.            | 3.663  | 6,7   |
| Rudolf Maurer        | DKP               | 279    | 0,5   |
| Ingeborg von Wilucki | LD                | 363    | 0,7   |
| Gabriele Michael     | DS                | 140    | 0,3   |
| Bernd Schulz         | EAP               | 55     | 0,1   |

## Bisherige Abgeordnete
Direkt gewählte Abgeordnete des Wahlkreises Frankfurt am Main V waren:
| Jahr | Direktkandidat   | Partei | Erststimmen in % |
| ---- | ---------------- | ------ | ---------------- |
| 2023 | Marcus Bocklet   | GRÜNE  | 34,3             |
| 2018 | Marcus Bocklet   | GRÜNE  | 35,2             |
| 2013 | Bettina Wiesmann | CDU    | 32,7             |
| 2009 | Bettina Wiesmann | CDU    | 30,7             |
| 2008 | Michael Paris    | SPD    | 36,3             |
| 2003 | Udo Corts        | CDU    | 37,2             |
| 1999 | Michael Paris    | SPD    | 38,7             |
| 1995 | Rudolf Friedrich | CDU    | 35,8             |
| 1991 | Rudolf Friedrich | CDU    | 37,9             |
| 1987 | Rudolf Friedrich | CDU    | 38,9             |
| 1983 | Erich Nitzling   | SPD    | 40,1             |
| 1982 | Rudolf Friedrich | CDU    | 42,6             |